# Teilchenverbundwerkstoff
Teilchenverbundwerkstoffe sind Verbundwerkstoffe, in deren Matrizen Teilchen anderer Elemente eingelagert sind.

## Herstellung
Die Charakteristika, die Einlagerung von Elementen wird durch die Art der Herstellung erreicht. Um einen Teilchenverbundstoff herzustellen, benötigt man die Elemente, die man mischen möchte, in der jeweiligen Menge. Diese werden dann vermischt und gesintert oder verpresst. Die Art der Sinterung und die Korngröße des Pulvers hat Einfluss auf das Endergebnis. Teilchenverbundstoffe werden unter anderem aus verschiedenen Komponenten gefertigt.

## Eigenschaften
Durch die Eigenschaften der genutzten Elemente sind einige Eigenschaften bereits festgelegt. Mischt man z. B. zwei Leiter, wird das Ergebnis auch leitend sein. Verwendet man hingegen zwei nichtleitende Metalle, wird auch der Verbundstoff Strom nicht leiten. Bei der Auswahl eines Verbundstoffes ist abzuwägen, welche Anforderungen maßgeblich sind. Um die geeignete Mischung zu erreichen, muss man meistens einige Proben fertigen und anschließend prüfen.
Wie die meisten Verbundwerkstoffe weisen auch die Teilchenverbundwerkstoffe eine positive Mischung sonst schwer zu vereinbarenden Eigenschaften auf. Dazu zählen Härte und Elastizität, sowie Verschleißwiderstand. Erhöht man bei Stahl den Kohlenstoffanteil wird dieser zwar härter aber auch spröder. Bei Verbundstoffen hingegen kann durch die Mischung harter und elastischer Bestandteile eine Verschmelzung der Eigenschaften erreicht werden. Ein spezieller Vorteil von Teilchenverbundstoffen ist das Verhalten bei hohen Temperaturen. Nahezu alle Teilchenverbundstoffe besitzen eine hohe Wärmefestigkeit. Dies erreicht man durch die Einlagerung eines Werkstoffs mit höherem Schmelzpunkt.
Die Eigenschaften sind abhängig von den verwendeten Elementen, dem Anteil des eingelagerten Stoffes, der Größe und Morphologie der Teilchen, Verunreinigungen und der Herstellung.

## Anwendungen
Aufgrund ihrer vielfältigen Eigenschaften finden Teilchenverbundstoffe in vielen Spektren der Technik Anwendung. Vor allem wegen ihrer guten Wärmefestigkeit sind sie beliebt. Leitende Teilchenverbundwerkstoffe werden für Hochspannungskathoden, Vakuumkontakte und Teile von Raketen verwendet. Nichtleitende Teilchenverbundwerkstoffe werden im Leichtbau und als Dauermagnet eingesetzt.